# Radical 201
Le radical 201, qui signifie le jaune, est un des 4 des 214 radicaux chinois répertoriés dans le dictionnaire de Kangxi composés de douze traits.
Le caractère Unicode de 黃 est 9EC3.

## Caractères avec le radical 201
| nombre de traits          | caractères |
| ------------------------- | ---------- |
| Sans trait supplémentaire | 黃 黄      |
| 4 traits supplémentaires  | 黅 黆      |
| 5 traits supplémentaires  | 黇 黈 黉   |
| 6 traits supplémentaires  | 黊 黋      |
| 13 traits supplémentaires | 黌         |